# Have You Seen Your Mother, Baby, Standing in the Shadow?
«Have You Seen Your Mother, Baby, Standing in the Shadow?» —en español: «¿Has visto a tu madre, nena, parada entre las sombras?»— es una canción de rock del grupo británico The Rolling Stones. Fue lanzada como sencillo en septiembre de 1966 y posteriormente incluida en el álbum recopilatorio Big Hits (High Tide and Green Grass).

## Composición y grabación
La canción está acreditada al dúo Mick Jagger y Keith Richards. Se dice que esta fue la primera canción que Richards compuso en el piano a pesar de que no lo interpreta en la versión final. Jack Nitzsche, amigo de la banda y ocasional pianista, es acreditado en los registros de grabación como el pianista junto con el multinstrumentista Brian Jones. Cuando la banda hizo el playback de la canción en The Ed Sullivan Show en octubre de 1966, Richards cumple el rol de pianista y Jones toca la guitarra.
Lo más característico de la canción es su famoso arreglo de trompas (hecho por Mike Leander) y el uso del feedback en las guitarras. Los Stones han manifestado su descontento con el resultado final de la grabación, lamentando la pérdida de la fuerte sección rítmica de las sesiones de grabación. El final presenta a una guitarra distorsionada, después de todos los otros instrumentos, así como los vocalistas abandonan la canción.
La canción fue grabada a finales del verano de 1966 durante las primeras sesiones de lo que se convertiría en el álbum Between the Buttons. El sencillo es famoso por su portada en donde los integrantes de la banda están vestidos como mujeres. El vídeo promocional de Peter Whitehead fue uno de los primeros videoclips.

## Lanzamiento y legado
Se publicó como sencillo el 23 de septiembre de 1966 de manera simultánea en Estados Unidos y el Reino Unido, alcanzando el puesto 5 y 9 en las listas respectivas.
El lado B que acompaña en el sencillo es «Who's Driving Your Plane?», una pista blusera que, por razones desconocidas, fue titulado equivocadamente «Who's Driving My Plane?» en los Estados Unidos.
Como una de las favoritas de los fanes, la canción aparece en muchos recopilatorios de éxitos y fue grabada para el álbum en vivo Got Live If You Want It!. En el álbum compilatorio del año 2002 Forty Licks el título de la canción fue abreviado como «Have You Seen Your Mother Baby?».

## En directo
Los Stones solo tocaron en vivo la canción en un lapso de doce días, durante el British Tour 1966, año en que fue publicada. La versión que aparece en el álbum en directo Got Live If You Want It! es una de esas escasas ocasiones en que la canción fue interpretada en vivo. Después, nunca más volvió a ser interpretada en directo por el grupo.
Sin embargo, Mick Jagger en solitario la cantó una vez en 1993, durante el único concierto promocional que hizo del álbum Wandering Spirit. El concierto fue celebrado en Nueva York.

## Personal
Acreditados:
- Mick Jagger: voz, palmas
- Keith Richards: guitarra, palmas, coros
- Brian Jones: guitarra eléctrica, guitarra acústica
- Bill Wyman: bajo, coros
- Charlie Watts: batería
- Jack Nitzsche: piano, pandereta
- Mike Leander: arreglos de vientos

## Posicionamiento en las listas
| Listas (1966)                         | Mejor posición |
| ------------------------------------- | -------------- |
| Alemania (Offizielle Deutsche Charts) | 9              |
| Bélgica (Flandes) (Ultratop 50)       | 17             |
| Canadá (RPM Hot 100)                  | 12             |
| Estados Unidos (Billboard Hot 100)    | 9              |
| Irlanda (IRMA)                        | 5              |
| Noruega (VG-lista)                    | 6              |
| Países Bajos (Mega Single Top 100)    | 2              |
| Reino Unido (UK Singles Chart)        | 5              |